# Euridice (moglie di Antipatro II)
Euridice (greco: Εὐρυδίκη, Eurydike) (312 a.C. circa – 284 a.C. circa) è stata una nobildonna macedone antica, regina consorte del re Antipatro II dal 297 a.C. al 294 a.C.

## Biografia
Euridice era figlia di Lisimaco, satrapo e poi re di Tracia e Macedonia, e di Nicea, figlia di Antipatro. Aveva un fratello maggiore, Agatocle, e una sorella minore, Arsinoe I, prima moglie di Tolomeo II.
Euridice fu data dal padre in sposa ad Antipatro II, figlio dell'alleato Cassandro, stratego d'Europa e dal 306 a.C. fino al 297 a.C. re di Macedonia. 
Alla morte di Cassandro, la moglie Tessalonica divise il regno tra i due figli Alessandro V ed Antipatro II, ma quest'ultimo la fece uccidere (295 a.C.) nel tentativo di estromettere definitivamente dalla successione il fratello, che era il favorito della madre.
Alessandro V chiese però aiuto a Demetrio Poliorcete che, giunto in Macedonia, costrinse Antipatro II e sua moglie Euridice alla fuga, ed uccise a tradimento il suo alleato, impossessandosi egli stesso del trono (294 a.C.).
Non sappiamo a questo punto quale sia stata la sorte di Euridice perché le fonti antiche sono controverse sulla fine di Antipatro II: secondo Diodoro Siculo e Pausania, infatti, il figlio di Cassandro fu fatto uccidere dallo stesso Demetrio, mentre secondo Giustino, Antipatro, fuggito in Tracia per scampare al Poliorcete, fu ucciso dal suocero Lisimaco, che, secondo lo stesso storico romano, fece rinchiudere la figlia in prigione.
Su alcune monete del primo quarto del III secolo rinvenute a Smirne, è impressa la scritta "Euridicea": alcuni storici hanno perciò ipotizzato che Lisimaco, quando rifondò la città dopo averla conquistata assieme agli altri territori di Antigono con la vittoria di Ipso (301 a.C.), l'abbia così ribattezzata, seppur per poco tempo, in onore della figlia Euridice.